# Crotalaria purdiana
Crotalaria purdiana là một loài thực vật có hoa trong họ Đậu. Loài này được Senn miêu tả khoa học đầu tiên.